# Espacio en blanco
Espacio en blanco es un programa radiofónico español dedicado a enigmas y misterios, parapsicología, ufología y esoterismo. Es un programa dirigido y presentado por el periodista Miguel Blanco desde su creación en 1987 y es considerado el más longevo en su género de la radio de España. En 2022 se emite la madrugada del sábado al domingo de 02:00h. a 04:00h. en Radio Nacional de España siendo recurrentemente uno de los programas más escuchados y descargados en la plataforma de RTVE.

## Historia
Miguel Blanco, tras licenciarse en Ciencias de la Información por la Universidad Complutense de Madrid y cursar estudios de Psicología y Antropología, comenzó su trabajo como periodista radiofónico a mediados de la década de 1970 en las emisoras públicas Radio Juventud y Radiocadena Española. En ellas dirigió y presentó espacios como Nueva Generación, considerado el primer programa radiofónico de España en abordar temáticas de misterio y enigmas, y Ecos del Futuro. En 1987 se inició la andadura de Espacio en blanco, que originalmente se emitía en las madrugadas de los sábados, en Radiocadena Española. Tras la finalización de emisiones de Radiocadena, para ser adscrita su red y frecuencias en Radio Nacional de España, el programa fue reubicado en las madrugadas de los sábados y los domingos, emitiéndose simultáneamente en Radio 1 y Radio 5.
Espacio en blanco se convirtió en un programa de amplia repercusión y obtuvo algunos hitos como la convocatoria de una alerta OVNI en el Parque nacional de las Cañadas del Teide en 1989, que convocó a más de 40.000 personas. Aquel planeado «contacto masivo» fracasó pero sirvió para que se desataran algunos nuevos casos de contacto individuales que, en mayor o menor medida, se han podido documentar.
En 1991 Radio Nacional decide cancelar el programa lo que supuso que se emitiera, en diferentes etapas pero con el mismo estilo y nombre, por diferentes emisoras de radios privadas: Onda Cero (1992-1996), Radio Voz (1996-1997) y M80 Radio (1998-2002). Durante una larga convalecencia por enfermedad en 1996, mientras el programa se emitía en Radio Voz, Miguel Blanco no pudo hacerse cargo de la presentación, siendo su sustituto durante varios meses Manuel Carballal.
Tras un paréntesis de seis años, el programa volvió a Radio Nacional de España en septiembre de 2008, emitiéndose en la emisora Radio Nacional (antigua Radio 1). Algunos hitos en esta última etapa ha sido emitir, en mayo de 2010, desde las pirámides de Giza (Egipto) y convertirse en el primer programa radiofónico mundial en realizar un programa desde el Muro de las Lamentaciones de Jerusalén (Israel) el 5 de noviembre de 2011.